# Bulbophyllum amplifolium
Bulbophyllum amplifolium é uma espécie de orquídea (família Orchidaceae) pertencente ao gênero Bulbophyllum. Foi descrita por Robert Allen Rolfe, Nambiyath Puthansurayil Balakrishnan e Sud.Chowdhury em 1968.